# Apodytes abbottii
Apodytes abbottii är en tvåhjärtbladig växtart som beskrevs av M.J. Potgieter & A.E. van Wyk. Apodytes abbottii ingår i släktet Apodytes och familjen Icacinaceae. Inga underarter finns listade i Catalogue of Life.